# Sarangarh
Sarangarh là một thị xã và là một nagar panchayat của quận Raigarh thuộc bang Chhattisgarh, Ấn Độ.

## Địa lý
Sarangarh có vị trí 21°36′B 83°05′Đ / 21,6°B 83,08°Đ Nó có độ cao trung bình là 217 mét (711 feet).

## Nhân khẩu
Theo điều tra dân số năm 2001 của Ấn Độ, Sarangarh có dân số 14.458 người. Phái nam chiếm 51% tổng số dân và phái nữ chiếm 49%. Sarangarh có tỷ lệ 70% biết đọc biết viết, cao hơn tỷ lệ trung bình toàn quốc là 59,5%: tỷ lệ cho phái nam là 80%, và tỷ lệ cho phái nữ là 60%. Tại Sarangarh, 13% dân số nhỏ hơn 6 tuổi.